# Lavarone
Lavarone é uma comuna italiana da região do Trentino-Alto Ádige, província de Trento, com cerca de 1.085 habitantes. Estende-se por uma área de 26 km², tendo uma densidade populacional de 42 hab/km². Faz divisa com Caldonazzo, Luserna, Folgaria, Pedemonte (VI) e Lastebasse (VI).
Lavarone é um planalto com cerca de 1100 metros de altitude, composto de 19 pequenas frações: Bertoldi, Chiesa, Cappella, Gionghi, Masetti, Longhi, Magrè, Slaghenaufi, Nicolussi, Piccoli, Oseli, Gasperi, Lanzino, Albertini, Rocchetti, Stengheli, Azzolini, Lenzi e Birti.